# 約翰二世 (賽普勒斯)
賽普勒斯的約翰二世（法语：Jean II de Lusignan，1418年5月16日—1458年7月28日），賽普勒斯國王，1432年至1458年在位。

## 家庭
1442年，約翰二世與摩里亞專制君主狄奧多爾二世的女兒海倫娜·巴列奧略吉娜結婚，兩人共有兩個女兒：
1. 夏洛特（1444年—1487年）
2. 克里奧法（？年—1448年），夭折

此外，約翰二世與情婦瑪麗埃塔·德·帕特拉斯有一個兒子：日後的賽普勒斯國王雅克二世。